# 爆笑ザ・ヒント
『爆笑ザ・ヒント』（ばくしょうザ・ヒント）は、1982年6月9日から同年9月28日までテレビ東京で放送されたクイズ番組である。
放送時間は毎週水曜 19:30 - 20:00 (JST) だが、最終回は9月29日18:30 - 19:54（JST）に イギリス領香港アニメ映画『ドラゴン水滸伝』が編成されたため、前日の9月28日（火曜）22:00 - 22:30（JST）で放送した。

## 概要
毎回、お笑いスターや各界有名人2組4名が、与えられた「隠し言葉」を10分以内に言い当てようという、推理ゲーム。まずノーヒントで2分間、解答者にフリートークの時間を与える。この間、正解を探ろうと、解答者は次々と記憶を展開していく。この2分以内に正解が出ない場合には、更に2分刻みでヒントが与えられる。

## 司会
- 横山やすし・西川きよし - 前番組『やすし・きよしのどっちがどっち?』から引き続き担当。

## 解答者
- おぼん・こぼん
- オール阪神・巨人
- ザ・ぼんち
- ほか

## サブタイトル一覧(新聞掲載)
1982年6月9日　阪神巨人、ざ・ぼんち、言葉探しに悪戦苦闘
6月16日丸くて赤い物はなに？
6月23日　よしお紳助大当たりにやすきよマッサオ
6月30日　のりお神がかりか？やすきよの妨害失敗
7月7日　やったぜ紳助の逆転満塁サヨナラホームラン
7月14日　抱腹絶倒寛平の見上げてごらんコメディアン
7月21日　阪神無念の時間切れで北海道旅行逃す
7月28日　キングサイズのくるよに圧倒された湯原
8月4日　吉本のアラレちゃん大奮闘
8月11日　中国旅行招待続出にやすきよ大慌て
8月18日　さんま健闘！グアム旅行射止める
8月25日　アホの坂田は本当にアホか！？
9月1日　やすきよ大興奮！？不倫の恋に燃えるトシ坊と紳助
9月8日　きよしの目玉もヒントのうち
9月15日　おぼん・こぼんの夏の思い出
9月22日　初出演・小野ヤスシのむなしい弁舌